# Premio Hystrio
Il Premio Hystrio è un importante riconoscimento teatrale. Organizzato da Hystrio, è attribuito a chi si sia distinto in ambito teatrale.

## Edizioni del Premio

### Edizione 2015[1]
- Premio Hystrio all'interpretazione - Massimo Popolizio.
- Premio Hystrio alla regia - Serena Sinigaglia.
- Premio Hystrio alla drammaturgia - Mimmo Borrelli.
- Premio Hystrio Altre Muse - Cuocolo/Bosetti.
- Premio Hystrio Castel dei Mondi - Carrozzeria Orfeo.
- Premio Hystrio Teatro Piemonte Europa - Ambra Senatore.
- Premio Hystrio Twister - Il vizio dell’arte di Alan Bennett, regia di Ferdinando Bruni e Francesco Frongia.
- Premio Hystrio Scritture di scena - Farfalle di Emanuele Aldrovandi. Finalisti: Dieci milligrammi di Maria Teresa Berardelli, E allora cadi di Francesco Marioni, Fossili di Mattia Conti, Gli ultimi giorni di Valentina Gamna e La zona Cesarini di Filippo Pozzoli).
- Premio Mariangela Melato - Fausto Cabra e Camilla Semino Favro.
- Premio Hystrio alla vocazione - Valentino Mannias e Gabriele Paolocà.
- Premio Ugo Ronfani - Gloria Carovana.

### Edizione 2016[2]
- Premio Hystrio all'interpretazione - Monica Piseddu.
- Premio Hystrio alla regia - Simone Derai.
- Premio Hystrio alla drammaturgia - Compagnia Musella/Mazzarelli.
- Premio Hystrio Altre Muse - Cue Press.
- Premio Hystrio Iceberg - Collettivo Cinetico.
- Premio Hystrio Corpo a corpo - Belletto Civile.
- Premio Hystrio Twister - Animali da bar, di Carrozzeria Orfeo.
- Premio Hystrio Scritture di scena - Fratelli di Pier Lorenzo Pisano. Finalisti e segnalati: La sindrome delle formiche di Daniele Aureli, Europa di Francesco Bianchi, Promoter di Carlo Galiero, Kensington Gardens di Giancarlo Nicoletti, Friendzone di Jacopo Pagliari, Tre [+1] di Sara Pessina, La cosa brutta di Tobia Rossi, La visita di Tiziana Tomasulo, Di vita o di morte di Jacopo Zerbo.
- Premio Mariangela Melato - Beatrice Schiros e Angelo Di Genio.
- Premio Hystrio alla vocazione - Luisa Borini e Giulia Trippetta (segnalati: Angela Ciaburri, Michele De Paola).
- Premio Ugo Ronfani - Grazia Capraro.

### Edizione 2017[3]
- Premio Hystrio all'interpretazione - Roberto Herlitzka.
- Premio Hystrio alla regia - Romeo Castellucci.
- Premio Hystrio alla drammaturgia - Giuliana Musso.
- Premio Hystrio Iceberg - Punta Corsara.
- Premio Hystrio Corpo a corpo - Alessandro Sciarroni.
- Premio Hystrio Twister - Geppetto e Geppetto, di Tindaro Granata.
- Premio Hystrio Scritture di scena - Stabat Mater di Liv Ferracchiati. Finalisti: AAA – Un altro Ione di Michele Ruol, Il Carrefour è aperto anche di notte di Giulia Lombezzi, Eden di Fabio Pisano, La fuga in Svezia di Nicola Bremer, Genesi Pentateuco#1 di Chiara Boscaro, Lupi di Gabriele Zobele, Mater di Walter Prete, Petrolio, una storia a colori di Gaia Beatrice Gattai, Torre Elettra di Giancarlo Nicoletti, Trittico delle bestie di Niccolò Matcovich.
- Premio Mariangela Melato - Oscar De Summa e Federica Di Martino.
- Premio Hystrio alla vocazione - Dalila Cozzolino e Kabir Tavani.
- Premio Ugo Ronfani - Federico Gariglio e Francesca Fedeli.

### Edizione 2018[4]
- Premio Hystrio all'interpretazione - Massimiliano Speziani.
- Premio Hystrio alla regia - Massimiliano Civica.
- Premio Hystrio alla drammaturgia - Davide Carnevali.
- Premio Hystrio Altre Muse - Zona K.
- Premio Hystrio Iceberg - Compagnia Òyes.
- Premio Hystrio Corpo a corpo - Fattoria Vittadini.
- Premio Hystrio Twister - Il sindaco del Rione Sanità di Eduardo De Filippo, regia di Mario Martone.
- Premio Hystrio Scritture di scena - Lea R. di Michele Ruol. Finalisti: Semi. Senza infamia e senza lode di Marco Zoppello, Diario di bordo di Carolina Cametti, George II di Stefano Fortin, Grasso che cola di Paola Giglio, La figlia femmina di Anna Giurickovic Dato e Matteo Quinzi, Oppio di Michele Pagliaroni. Segnalati: Rapsodia teatrale di Nicola Mariconda, Toilette di Ian Bertolini, Blatte di Michelangelo Zeno. In collaborazione con Fabulamundi Playwriting Europe la giuria ha poi attribuito la segnalazione Beyond Borders? a Mai Home di Valentina Gamna.
- Premio Hystrio alla vocazione - Nika Perrone e Matteo Ippolito (segnalati: Roberta Catanese e Michele Costabile)
- Premio Ugo Ronfani - Lucia Mariani.

### Edizione 2019[5]
- Premio Hystrio all'interpretazione - Paolo Pierobon.
- Premio Hystrio alla regia - Alessandro Serra.
- Premio Hystrio alla drammaturgia - Lucia Calamaro.
- Premio Hystrio Altre Muse - Marta Cuscunà.
- Premio Hystrio Iceberg - Teatro dei Gordi.
- Premio Hystrio Corpo a corpo - Simona Bertozzi.
- Premio Hystrio Twister - L’abisso di e con Davide Enia.
- Premio Hystrio Scritture di scena -  Hospes,-ĭtis di Fabio Pisano. Finalisti: Annunciazione di Chiara Arrigoni, Mitomaniaco di Ian Bertolini, La vita di prima di Luca Di Capua, Money di Tommaso Fermariello, Hate party! di Giorgio Franchi, Io non sono mia madre di Niccolò Matcovich, Manco per sogno di Gianpaolo Pasqualino, La bora sufia di Zeno Piovesan, Il fratello di Mariachiara Rafaiani. Segnalati: Tom. di Rosalinda Conti e Stormi di Marco Morana. In collaborazione con Fabulamundi Playwriting Europe la giuria ha poi attribuito la segnalazione Beyond Borders?, a La fame di Francesco Toscani
- Premio Mariangela Melato - Fausto Cabra e Camilla Semino Favro
- Premio Hystrio alla vocazione - Valentino Mannias e Gabriele Paolocà
- Premio Ugo Ronfani - Gloria Carovana.

### Edizione 2021[6]
- Premio Hystrio all'interpretazione - Federica Fracassi.
- Premio Hystrio alla regia - Andrea De Rosa.
- Premio Hystrio alla drammaturgia - Deflorian/Tagliarini.
- Premio Hystrio Altre Muse - teatro la ribalta-Accademia Arte della Diversità.
- Premio Hystrio Iceberg - VicoQuartoMazzini.
- Premio Hystrio Corpo a corpo - Silvia Gribaudi.
- Premio Hystrio Digital Stage - Diario dei "giorni felici" di Teatrino Giullare; Lingua Madre di LAC Lugano; Testimonianze, ricerca, azioni di Teatro Akropolis.
- Premio Hystrio Scritture di scena - Amore storto di Christian di Furia. Finalisti: Caini di Mario De Masi, Elia Kazan. Una storia americana di Matteo Luoni, Omissis di Alessandro Paschitto. Segnalati: Tragedia automatica di Giuseppe Pipino; segnalazione In Scena! Italian Theatre Festival New York a Edera di Giulia Trivero; segnalazione PAV/Fabulamundi – Beyond Borders? a Uccellini di Rosalinda Conti; segnalazione Situazione Drammatica/Il copione a Anna di Tommaso Fermariello.
- Premio Hystrio alla vocazione - Maria Luisa Zaltron e Alessio Zirulìa
- Premio Ugo Ronfani - Chiara Stassi.

### Edizione 2022[7]
- Premio Hystrio all'interpretazione - Valentina Picello.
- Premio Hystrio alla regia - Veronica Cruciani.
- Premio Hystrio alla drammaturgia - Letizia Russo.
- Premio Hystrio Altre Muse - Terreni Creativi Festival.
- Premio Hystrio Iceberg - Controcanto Collettivo.
- Premio Hystrio Corpo a Corpo - Roberto Zappalà.
- Premio Hystrio Twister - Le sedie, di Eugène Ionesco, regia di Valerio Binasco, con Federica Fracassi e Michele Di Mauro.
- Premio Hystrio Scritture di scena - Paesaggio estivo con allocco che ascolta di Matteo Caniglia, che ha ottenuto anche la segnalazione PAV/Fabulamundi – Beyond Borders?. Finalisti: Chilometro 42 di Giovanni Bonacci, Glenn. Una variazione di Jonathan Lazzini, e Réghisi di Pietro Sanclemente. Segnalati: Joanna Karol Paul di Giulia Massimini; segnalazione In Scena! Italian Theatre Festival New York a Amazon Crime di BR Franchi; Segnalazione Teatro Aperto/Centro Teatrale Bresciano a Alcune semplicissime avvertenze per una fruizione godibile e sicura dello spettacolo a venire di Alessandro Paschitto; segnalazione Romaeuropa per Situazione Drammatica a Il libro delle parole nuove di Simone Corso.
- Premio Hystrio alla vocazione - Fabrizio Costella e Cristiana Tramparulo. Segnalati: Sem Bonventre e Vincenzo Grassi.
- Premio Ugo Ronfani - Matilda Farrington.

### Edizione 2023[8]
- Premio Hystrio all’interpretazione - Lino Musella
- Premio Hystrio alla regia - Lisa Ferlazzo Natoli
- Premio Hystrio alla drammaturgia - Emanuele Aldrovandi
- Premio Hystrio Altre Muse - Nuovo Teatro Sanità
- Premio Hystrio Iceberg - Les Moustaches
- Premio Hystrio Corpo a Corpo - Zaches Teatro
- Premio Hystrio Twister - Le Supplici, di Euripide, regia di Serena Sinigaglia
- Premio Hystrio Scritture di Scena - Ma-Donna di Camilla Dania. Segnalati: Dittico della deriva di Niccolò Matcovich, segnalazione Romauropa per Situazione drammatica a Le nuove madri di Chiara Arrigoni, segnalazione Fabulamundi Beyond Borders? a Ultimi uomini di Tommaso Fermariello, segnalazione In Scena! Italian Theater Festival New York M(other), di Rossella Fava.
- Premio Mariangela Melato - Roberta Lidia De Stefano e Alessandro Averone